# ابراهیم بن عزرا

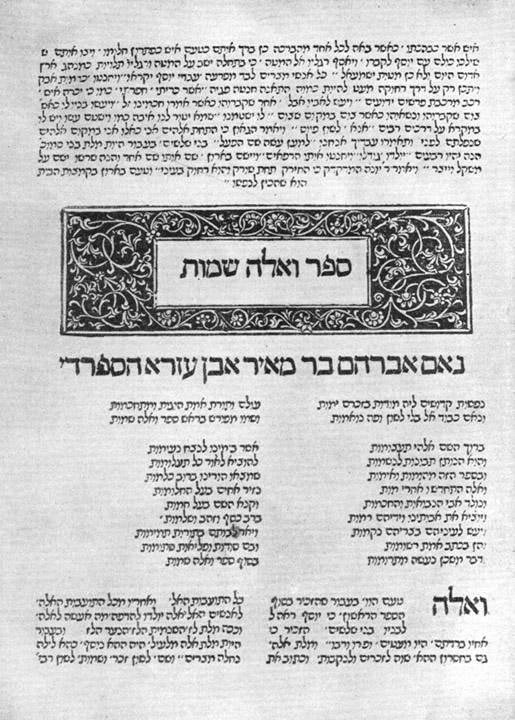
سفر خروج با شرح و تفسیر ابراهیم بن عزرا، نابلس ۱۴۸۸

ابراهیم بن عزرا فیلسوف، شاعر، اخترشناس، مفسر، طالع‌بین، پزشک و خاخام یهودی اهل تودلا بود که در قرن یازدهم میلادی می‌زیست. او تا سال ۱۱۴۰ در اسپانیا زیست و در آن‌جا با یوسف بن صدیق، ابراهیم بن دائود، موسی بن عزرا و یهودا هلوی آشنا شد. او به مصر، فلسطین، بغداد و هند سفر کرد. بیشتر آثارش را در بین سال‌های ۱۱۴۰ و ۱۱۴۶ نگاشت؛ در طی این دوره سفرهایی به لوکا، مانتوآ، ورونا داشته‌است. وی سپس به پروانس و پس از آن به دروکس و روئن سفر کرد و در فرانسه با ربی‌تام نواده راشی، دیدار نمود. او در سال ۱۱۶۴ در رم درگذشت. پسر او اسحاق بن ابراهیم، به اسلام گروید و آثاری در تفسیر قرآن نوشت. نوشته‌های ابن عزرا، عموماً تفاسیر کتاب مقدس است؛ ابن عزرا رساله‌هایی در مورد دستور زبان، نجوم و علم حساب نیز نوشته‌است.